# Étrange Famille
Étrange Famille est un roman de Michel Matveev publié le 14 février 1936 aux éditions Gallimard et ayant reçu le prix des Deux Magots la même année.

## Éditions
- Étrange Famille, éditions Gallimard, 1936  (ISBN 207024279X).